# Bejuma
Bejuma es una ciudad venezolana, capital del Municipio Bejuma del Estado Carabobo en la Región Central de Venezuela. Tiene una población estimada para el 2016 de 51.960 habitantes. Es uno de los tres municipios que conforman el occidente del Estado Carabobo, junto a Miranda y Montalbán.Estos tres municipios se ubican en lo que geográficamente corresponde a los Valles Altos de Carabobo. Particularmente, Bejuma ha sido llamada "Jardín de Carabobo" debido al abundante vegetación que posee su geografía. 
El municipio Bejuma está conformado por tres parroquias: la parroquia Bejuma (capital del municipio), la parroquia Canoabo de donde es originario el gran poeta venezolano Vicente Gerbasi, y la parroquia Simón Bolívar, más conocida como Chirgua. En la parroquia Bejuma se concentra la mayor parte de la población, así como los poderes públicos municipales, ubicados en el sector centro frente a la Plaza Bolívar, y la actividad comercial, principalmente en la Av. Bolívar (antiguamente Calle Real) y alrededores, siendo el epicentro del comercio de todo el occidente carabobeño.

## Historia
A principios de 1843 un grupo de los habitantes del caserío Bejuma solicitaron al Consejo Municipal del cantón Montalbán y a la Diputación Provincial de Carabobo, la constitución de la parroquia civil Bejuma, en la jurisdicción del mencionado cantón Montalbán. Consecuentemente, el 13 de noviembre de 1843 la Diputación Provincial, siguiendo órdenes del gobernador Pedro José Estoquera, "decretó la erección de parroquial civil Bejuma dentro de la jurisdicción del cantón Montalbán", así lo señala el historiador Luigi Frassato en su libro Bejuma en el siglo XIX (2002).

## Economía
Agricultura y cría. También están presentes pequeñas plantas de procesamiento de alimentos y un creciente corazón comercial. Posee 5 entidades bancarias, una cámara de comercio, 3 mini centros comerciales y excelentes posadas para hospedar a los visitantes, así como también una variedad de restaurantes que van desde lo tradicional hasta comida gourmet e internacional.

## Cultura
La Casa de la Cultura es un centro cultural que contiene el Ateneo, la biblioteca pública Manuel Pimentel Coronel y el Museo Pueblos del Occidente de Carabobo, donde se pueden ver objetos de algunas culturas indígenas y de distintos períodos históricos del occidente de Carabobo.
Cuenta con la Aldea Artesanal "Don Viviano Vargas", un destino turístico donde se exponen obras artesanales y productos manufacturados por personas de su población, presentación de eventos culturales y recreativos para toda la familia.
Bejuma también posee un teatro, llamado Teatro Palermo, y un centro social, el Centro Social Bejuma.
Manifestaciones Folklóricas y Culturales.
El folklore en Bejuma, estaba representado por las parrandas navideñas, en el año de 1.976, la Profesora de música, Nelly Rincón Ruiz, fundó la primera parranda infantil llamada. "LA BEJUMERA", integrada por niños entre 10 a 13 años de distintos sectores del pueblo. La cual a realizó presentaciones dentro y fuera del pueblo. llegando a grabar 3 discos de acetatos y 18 CD.
Grupo Cultural "PETRICA SALDIVIA". 

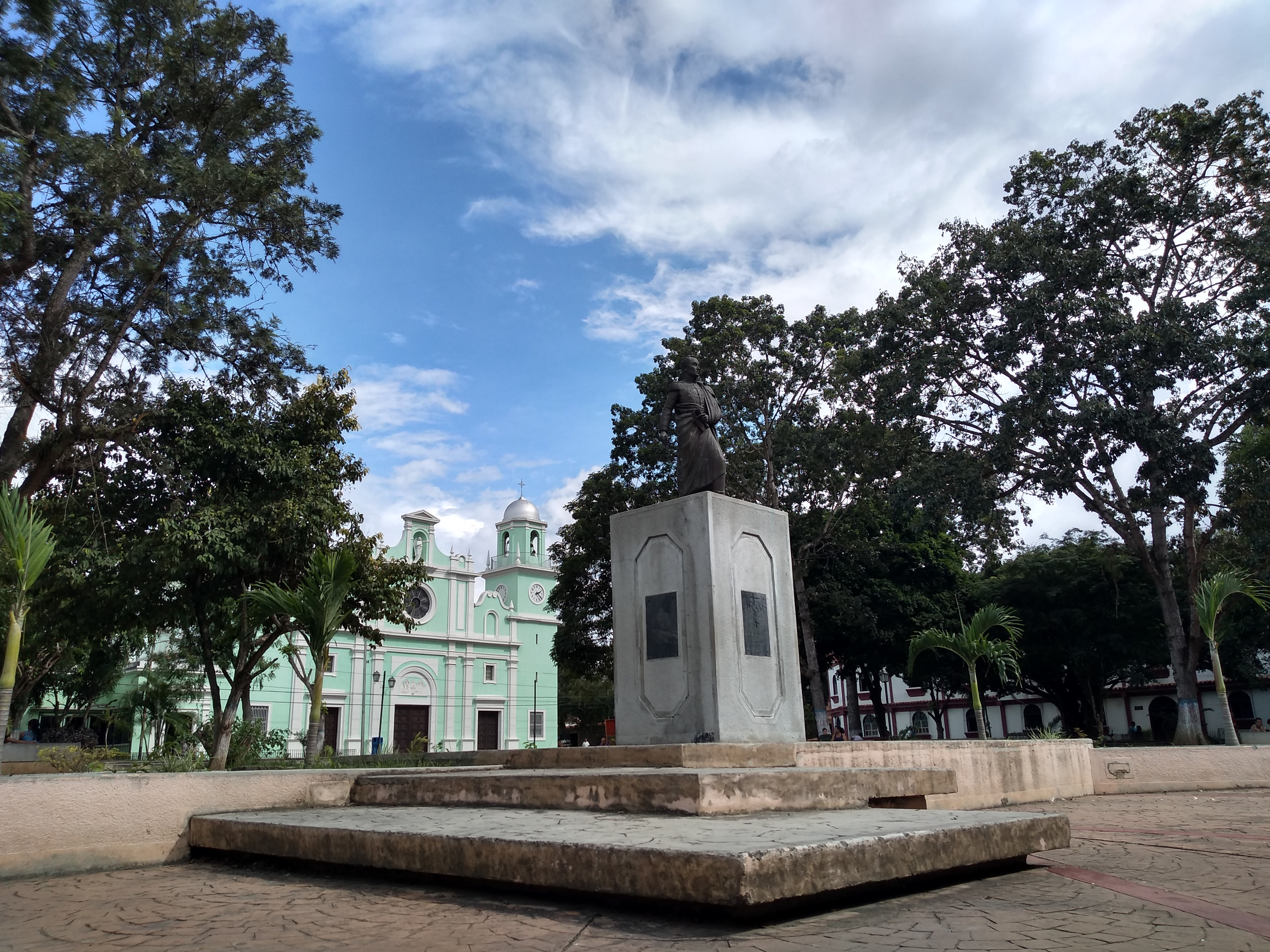
Plaza Bolívar de Bejuma.

En el año de 1977, se fundó la Coral con el mismo nombre, Bajo la dirección de la Prof. Nelly Rincón Ruiz, la cual hizo presentaciones dentro y fuera del pueblo, y una vez al año realizaba un "Concierto Navideño", en la iglesia parroquial. 
Para el año 1979 se conforma las Danzas bajo el mismo nombre.
Grupo de Teatro "LOS N.P.".
En 1980, la profesora Nelly Rincón Ruiz, crea la agrupación teatral montando la obra musical "El Circo", y un año después montan la obra "La Caperucita Roja". 
Agrupaciones Musicales.
En 1982, se crea el Quinteto "MELODIA", bajo la dirección de la Profesora Nelly Rincón Ruiz, integrado por 3 voces femeninas y 2 masculinas.
Festivales de Música.

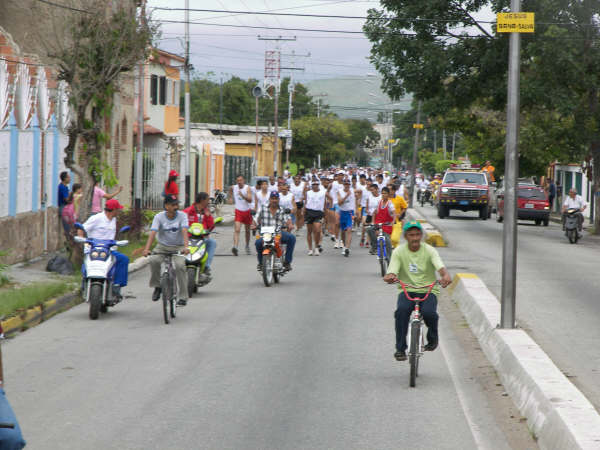
Bejuma

"FESTIVAL DE LA CANCIÓN A BEJUMA", creado y organizado por la Prof. Nelly Rincón Ruiz, el 1.er Festival se realizó en el año de 1978, en el ateneo de Bejuma. El 2.º Festival en el año de 1980, en el cine Esmeralda. El 3.er Festival en el año de 1983, en la "Plaza de los Fundadores". 4.º Festival en el año de 1987, en el "Teatro Palermo". 5.º Festival en el año de 1995, en el "Teatro Palermo". de estos festivales se logra grabar un disco de acetato con las canciones ganadoras del primero y segundo festival, auspiciado por el "Colegio de Abogados de Caracas", gracias al apoyo del Magistrado Gonzalo Rodríguez Corro.